# Huracán Ivan
El huracán Iván fue la novena tormenta tropical y el quinto huracán de la temporada 2004. Alcanzó una intensidad "sin precedentes" en bajas latitudes, con vientos máximos de 275 km/h —lo que lo clasifica como un huracán categoría 5— causando daños en Granada, Barbados, Tobago, San Vicente y las Granadinas, Jamaica, Cuba, Venezuela y Estados Unidos.
Entró en el Caribe con categoría 4, azotando a Granada durante el mediodía del 7 de septiembre. Luego se alejó al oeste, fortaleciéndose hasta la categoría 5, convirtiéndose en el único huracán de la temporada en alcanzar este nivel.
En los últimos 30 años, solo 11 huracanes (David de 1979, Allen de 1980, Gilbert de 1988, Mitch de 1998, Emily y Wilma de 2005, Dean y Félix de 2007, Matthew de 2016, Irma y Maria de 2017 y Dorian de 2019) han alcanzado la máxima categoría (5), en la zona del mar Caribe.

## Impacto

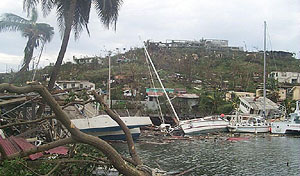
Edificaciones en ruinas en Granada, tras el paso del huracán Iván.

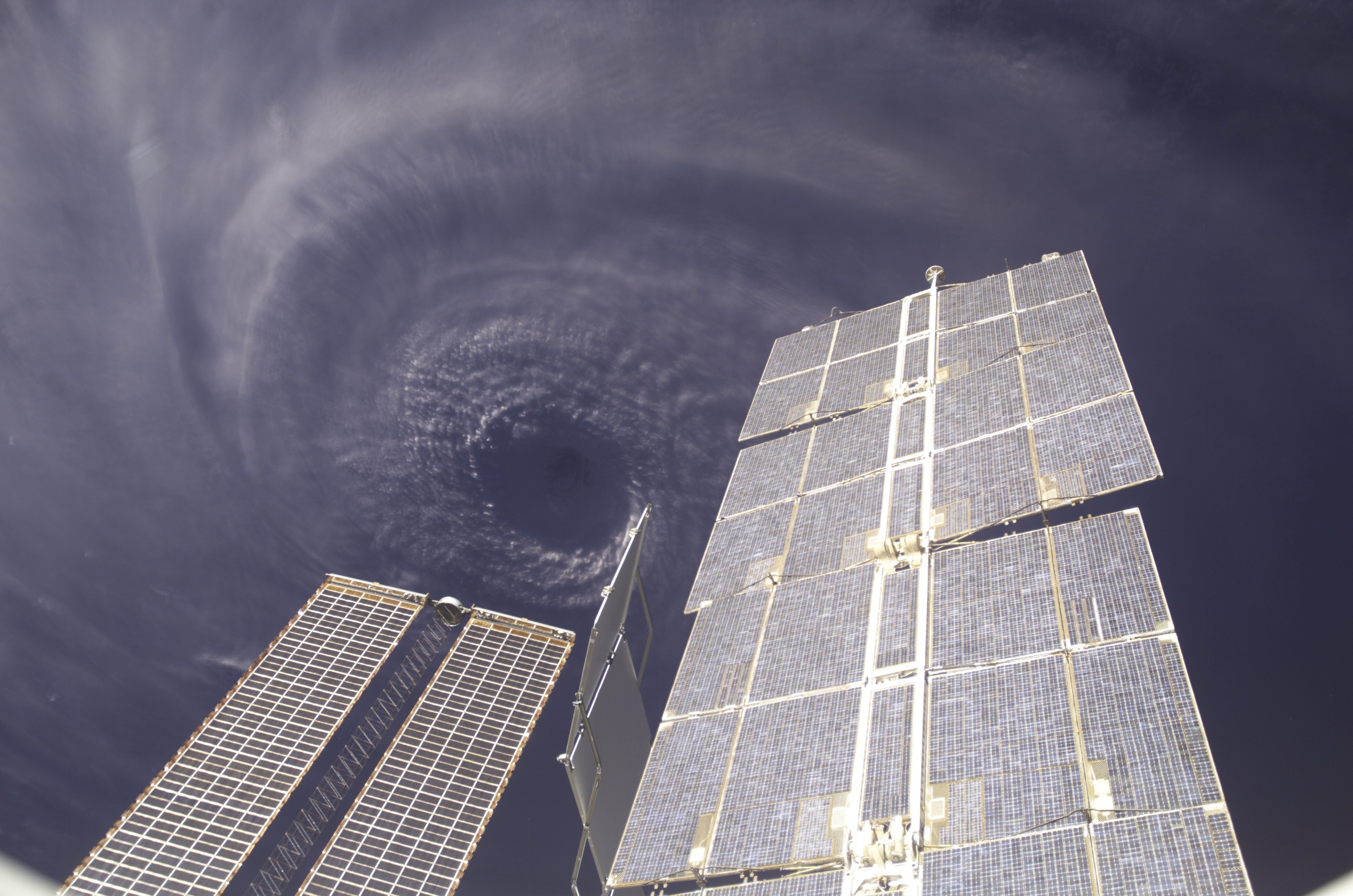
Vista del huracán Iván desde la Estación Espacial Internacional.

Iván pasó directamente sobre Granada el 7 de septiembre, con un saldo de 34 muertos. Las autoridades de la Isla hablan de una devastación del 85 % de la infraestructura. En Tobago, causó una muerte, en Barbados una muerte y unos 60 inmuebles destruidos, en Venezuela causó cuatro muertes, en República Dominicana cuatro muertes. Afortunadamente, el huracán cambió de ruta y no pasó directamente por la isla de Jamaica donde el saldo hasta ahora es de 16 muertos. El paso de Iván por las Islas Caimán causó estragos en unos 15 000 hogares, pero no se ha informado de muertes. En Cuba el huracán azoto el extremo occidental de la isla, con vientos sostenidos hasta de 193 km/h y ráfagas de hasta de 230 km/h sin dejar víctimas, adentrándose en el golfo de México. El 16 de septiembre, Iván llegó a las costas de Alabama. Se cuentan al menos 46 víctimas fatales en los Estados Unidos, 16 de ellos en Florida debido a los tornados que se formaron a causa de los fuertes vientos de Iván, que ahora ha descendido al nivel de fuerte tormenta tropical. Los mayores daños en la zona costera los causó Iván en la zona de Mobile, Pensacola, y Fort Walton Beach, en Florida. Un estimado inicial de los daños los cifra entre 3000 y 10 000 millones de dólares. Los estragos producidos por el huracán mantenían el 18 de septiembre a más de un millón de habitantes en Florida sin electricidad. Al adentrarse en las montañas de los Apalaches, ha causado caídas de árboles e inundaciones. En Connecticut se cuenta una víctima también. 

### El regreso

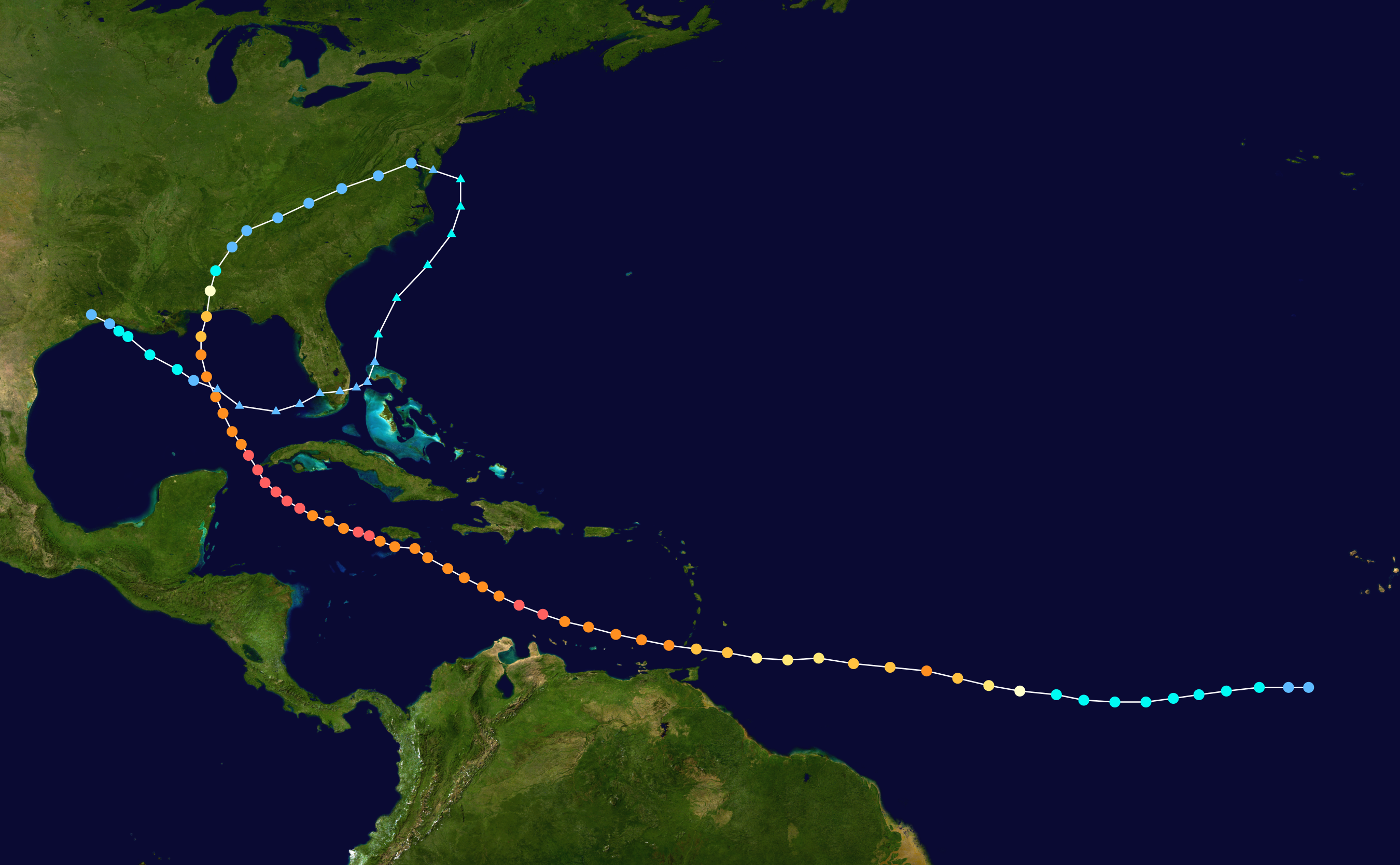
Ivan retomó las características de una depresión tropical el 22 de septiembre de 2004 en el golfo de México luego de viajar formando un círculo hacia el sudoeste de los Estados Unidos, produciendo grandes inundaciones.

Hacia el 18 de septiembre, mientras pasaba por Virginia, Iván se redujo sustancialmente. Al llegar a las costas de Nueva Jersey se pensaba que desaparecería. Sin embargo, en la mañana del 21 de septiembre, parte de lo que quedaba se combinó con otra depresión en Canadá para producir nuevamente vientos huracanados, inundaciones, caída de árboles y cortes de electricidad .
El 20 de septiembre Iván cruza la península de Florida, regresando al golfo de México. El 23 de septiembre Iván regresa a tierra en los Estados Unidos, cerca de la frontera entre los estados de Texas y Luisiana, con fuertes lluvias, pero, reclasificado como tormenta tropical. Iván rápidamente se debilita al adentrarse en el sudeste de Texas.

## Retiro del nombre
- En primavera del 2005 La organización meteorológica mundial retiro a "Iván" de la lista debido a las pérdidas millonarias y humanas que había causado, siendo sustituido por "Igor" para la temporada 2010, posteriormente "Igor" fue retirado en primavera del 2011, su reemplazo fue "Ian" para la Temporada 2016.